# Мошегов, Кондратий Михайлович
Кондра́тий Миха́йлович Мошегов (1881, Дурово, Чердынский уезд, Пермская губерния — 1965) — российский коми-пермяцкий педагог, переводчик, краевед, автор учебников.

## Биография
Родился в деревне Дурово Чердынского уезда Пермской губернии. Филолог Р. В. Гайдамашко предположил, что он с рождения знал кочевский диалект коми-пермяцкого языка. В 1901 году окончил Казанскую учительскую семинарию в Старо-Татарской слободе, после чего работал учителем в Чазёве.
В 1906 году выпустил «Первоначальный учебник русского языка для чердынских пермяков», а через два года — «Букварь для пермяцких детей (на чердынском наречии)» (последний — в соавторстве с П. В. Щаповым). Перевёл на коми-пермяцкий язык басни Крылова и «Сказку о рыбаке и рыбке» А. С. Пушкина, а также книгу «Предупреждение и лечение болезней сельскохозяйственных животных».
В 1910—1913 годах был преподавателем в селе Юксееве (в Юксеевском начальном училище). После революции 1917 года был учителем в учебных заведениях Кочёвского района, возглавлял Косинский РОНО. Занимался этнографией, проводил археологические исследования.
В августе 1937 года был арестован и осуждён по 58-й статье (контрреволюционная деятельность). Реабилитирован.